# PowerBuilder
PowerBuilder — интегрированная среда разработки приложений баз данных с собственным сценарным языком Powerscript. Ключевой объект среды разработки — DataWindow — «окно» для прямого взаимодействия с базами данных, обеспечивающее CRUD-интерфейс с таблицами.
Первые версии работали под управлением Windows 3.x, в дальнейшем среда переведена на системы семейства Windows 95 и NT. Начиная с версии PowerBuilder 11.5 (2008) реализована поддержка DataWindow.NET, в версии 12 (2010) среда полностью интегрирована с .NET, обеспечивая создание WPF-приложения перенос Win32-приложений на WPF, интерфейс DataWindow переписан на C#. В версии 12.6 добавлена возможность сборки 64-разрядных приложений для Windows. В версии PowerBuilder 2019 реализовано создание невизуальных .NET-приложений и веб-служб в стиле RESTful.
Разработана в 1991 году фирмой Powersoft; в 1994 году Powersoft поглощён корпорацией Sybase, которая, в свою очередь, с 2010 года принадлежит SAP. В 2016 году SAP передала права на среду американской компании Appeon, которая по состоянию на 2020-е годы ведёт дальнейшую разработку и поддержку PowerBuilder.